# Берестяги
Берестя́ги (укр. Берестяги) — село в Гайворонской городской общине Голованевского района Кировоградской области Украины.
До 2020 года входило в Гайворонский район
Население по переписи 2001 года составляло 538 человек. Почтовый индекс — 26311. Телефонный код — 5254. Код КОАТУУ — 3521180801.

## Известные уроженцы
- Балицкий, Григорий Васильевич — Герой Советского Союза.